# Amusodes festae
Amusodes festae är en insektsart som först beskrevs av Giglio-tos 1897.  Amusodes festae ingår i släktet Amusodes och familjen syrsor. Inga underarter finns listade i Catalogue of Life.